# Masescha
Masescha – wieś w Liechtensteinie, w gminie Triesenberg, w regionie Oberland.

## Historia
Wieś wspominana po raz pierwszy w 1355 roku pod nazwą Museschen.